# Flughafen Owando

i7
i11
i13
Der Flughafen Owando (französisch Aérodrome d'Owando, IATA-Code: FTX, ICAO-Code: FCOO) ist ein Flughafen etwa sechs Kilometer südöstlich von Owando, der Hauptstadt des Cuvette-Departements im Zentrum der Republik Kongo.
Der Flughafen verfügt über eine 2050 Meter lange und 30 Meter breite Start- und Landebahn aus Asphaltbeton in Südost-Nordwest-Richtung. Im Südosten des Platzes liegt noch eine alte, nicht mehr benutzbare Start- und Landebahn in Ost-West-Richtung.